# Volodymyr Shatskyj
Volodymyr Volodymyrovych Shatskyj –en ucraniano, Володимир Володимирович Шацьких– (Molodohvardisk, 2 de julio de 1981) es un deportista ucraniano que compitió en lucha grecorromana. Ganó una medalla de oro en el Campeonato Mundial de Lucha de 2006 y una medalla de plata en el Campeonato Europeo de Lucha de 2009.

## Palmarés internacional
| Campeonato Mundial | Campeonato Mundial | Campeonato Mundial | Campeonato Mundial |
| Año                | Lugar              | Medalla            | Categoría          |
| ------------------ | ------------------ | ------------------ | ------------------ |
| 2006               | Cantón (China)     | Medalla de oro     | 74 kg              |
| Campeonato Europeo |                    |                    |                    |
| Año                | Lugar              | Medalla            | Categoría          |
| 2009               | Vilna (Lituania)   | Medalla de plata   | 74 kg              |